# Jan Witold Suliga
Jan Witold Suliga (ur. 20 grudnia 1951 w Warszawie; zm. 25 stycznia 2023 tamże) – polski etnograf, antropolog kultury, pisarz, tarocista.

## Życiorys
Był stypendystą stacjonarnych studiów doktoranckich na Uniwersytecie Łódzkim (w latach 1980–1985) oraz uniwersytetu w Ranchi (w latach 1984–1985). W ramach studiów na Uniwersytecie Łódzkim w 1990 roku uzyskał stopień doktora nauk humanistycznych w zakresie archeologii, specjalność: etnografia na podstawie pracy pt. Społeczny eksperyment gandhyjskiej organizacji Vikas Bharati jako przykład poszukiwania indyjskiej drogi rozwoju. Od roku 1985 był wykładowcą w Instytucie Geografii Uniwersytetu Łódzkiego. Jego specjalizacja naukowa obejmowała kulturę Indii (ze szczególnym uwzględnieniem społeczności plemiennych), antropologię kulturową i stosowaną, geografię religii, kabałę, tantrę, szamanizm, mitologię i symbolikę mitów oraz historię okultyzmu.
W latach 1990 – 2006 był dyrektorem Państwowego Muzeum Etnograficznego w Warszawie. Jak podaje muzeum, najważniejszą realizacją z tamtego okresu była wystawa „Spotkanie świętych obrazów”, przygotowana w 1991 roku przez Janusza Boguckiego i Ninę Smolarz. Za wystawę muzealną „Krocząc drogami aniołów. Anioły w sztuce i tradycji judeochrześcijańskiej” Suliga otrzymał nagrodę I stopnia w konkursie Ministra Kultury i Sztuki „Najciekawsze Wydarzenie Muzealne Roku”.
W roku 2006 założył Centrum Terapii Uzależnień Duchowych, a od roku 2014 prowadził Kabalistyczną Szkołę Tarota
Autor kilkudziesięciu artykułów z zakresu etnografii, antropologii kulturowej i religioznawstwa, a także książek z dziedziny ezoteryki oraz powieści. Twórca polskiej talii tarota „Tarot Magów” (karty malował Jan Opaliński).

## Artykuły
- Interpretacja symboliki hinduistycznej w wierszu Leśmiana „Dżananda”, w: Prace Sekcji Indianistycznej Studenckiego Koła Naukowego Polonistów, Łódź 1976
- Indyjski teatr lalek – na przykładzie radżasthańskiego teatru marionetek kathaputli, w: Przegląd Orientalistyczny nr 3 (111), 1979
- Koncepcje doznań estetycznych a korespondencja sztuk, w: Pogranicza i Korespondencja Sztuk, Ossolineum, Warszawa – Wrocław – Kraków 1980, s. 43–48
- Malarstwo naścienne Varanasi, w: Kontynenty nr 1/1981
- Obrzęd budowy domu w Indiach starożytnych w świetle nakazów religijnych (ksiąg rytuału domowego), w: Etnografia Polska, t. XXV, z. 1, 1981
- Budownictwo wiejskie w Indiach w okresie wedyjskim i w starożytności, w: Przegląd Orientalistyczny, nr 4, 1981, s. 129–136
- Wieś królewskich rybaków Kottauru, w: Kontynenty nr 12, 1982
- Bogini schwytana w sieć, w Kontynenty, nr 1, 1983
- Szamanizm w Indiach, w: Kontynenty nr 3, 1983
- Hinduizm – Lewiatan nieujarzmiony, w: Pismo Literacko-Artystyczne nr 6–7, 1986
- Dwudziesty pierwszy rozdział księgi Fu, opowiadanie, w: Fantastyka, 1986
- Wizja i rola historii w pieśniach czotanagpurskich plemion (Indie), w Prace i Materiały Sekcji Indianistycznej Koła Naukowego Polonistów, Łódź 1987
- Jarkhand. An Ethno-cultural Borderland of India, w: Prace Instytutu Geografii Uniwersytetu Łódzkiego, Łódź 1990
- Krzysztofa Kolumba świat zapoznany… (cykl artykułów) w: Nowy świat, 1991–1992
- Pilgrimage centers in India, w: Prace Instytutu Geografii Uniwersytetu Łódzkiego, Łódź 1991
- Labirynty nieznanego (cykl artykułów) w: SOS nr 6, 7, 8, 1991 oraz w: Nie z tej ziemi, 1992–1993
- W kręgu tarota (cykl artykułów) w: Nie z tej ziemi, 1992–1993
- Wróżebny krąg tarota (cykl artykułów) w: Nie z tej ziemi, 1992–1994
- Tarot – droga królów i głupców, w: Fantastyka nr 4, 1992
- Wielcy magowie świata. Historia okultyzmu (cykl artykułów) w: Nie z tej ziemi, 1993–1995
- Magiczny świat symboli (cykl artykułów) w: Nie z tej ziemi, 1993–1994
- Abbaris (opowiadanie) w: Czwarty wymiar, 1/1995
- New Age (hasło) w: Wielka Encyklopedia Powszechna 1995
- Kalendarz ezoteryczny (cykl artykułów) w: Nieznany świat 1997–1998
- Tarot – zwierciadło światła i mroku, w: Księga o aniołach, red. Herbert Oleszko, Wydawnictwo WAM, Kraków 2002
- Tarot – między mrokiem a światłem, w: Gnosis, 12, 2000, s. 11–31
- Pomiędzy Matką a Ojcem. Kilka rozważań na temat europejskiego modelu inicjacji, w: ALBO albo. Problemy psychologii kultury, 1/2003 s. 53–62
- Dni Słowiańskie w Państwowym Muzeum Etnograficznym, w: National Geographic, 5/2002
- Ameryka 1000 AD, w: National Geographic, 7/2002
- Słowianie, w: National Geographic, 5/2003
- W kręgu tradycji, w: National Geographic, wydanie jubileuszowe, 2004
- Europejski model inicjacji, w: Symbole Europy. Integracja jako proces psychologiczny i kulturowy, red. Alina Motycka, Krzysztof Marin, Warszawa 2004
- Wróżby, Bóg i diabeł albo psotne zabawy domorosłych szamanów, w: Gwiazdy mówią, 1/3, 2005
- Święty krąg Polski, w: Nieznany świat, 11/2006
- Peregrinatio ad loca sacra. Inicjacyjne aspekty pielgrzymowania, płyta DVD, Supraśl 2005, materiały z Seminarium o inicjacji, Teatr Wierszalin
- Państwowe Muzeum Etnograficzne. Dzieje, zbiory, perspektywy rozwoju, Warszawa 2006

## Książki
- Księgi dolin, Wydawnictwo Czytelnik, Warszawa 1983
- Tarot. Karty które wróżą + talia kart tarota, Łódź 1990, Warszawa 1993, Warszawa 2022.
- Biblia szatana. Dzieje kart tarota, Łódź 1990, Warszawa 1996, Brzezia Łąka, 2007
- Tajemnica z Puri, Łódź 1992
- Tarot magów – talia kart z opisem, Warszawa 1992, 1994, 1997, 2015
- Tarot magów, Warszawa 1992, Warszawa 1994, 2006
- Miasto twarzy, Warszawa 1993
- Wielcy magowie świata. Historia ezoterycznej tradycji Zachodu, t. 1. Warszawa 1998
- Tarot. Arkana Wielkie, Kielce 2013
- Tarot. Arkana Małe, Kielce 2013
- Tarot. Systemy wróżebne, Kielce 2013, Kielce 2017

## Katalogi i foldery wystaw
- Malarstwo ludowe Biharu i Orisy, katalog wystawy, Muzeum Azji i Pacyfiku w Warszawie, 1980
- Stwory, bestie i zwierzęta w sztuce nieprofesjonalnej, wstęp do folderu wystawy oraz tekst komentarza do filmu towarzyszącego wystawie, Państwowe Muzeum Etnograficzne w Warszawie, 1997
- Krocząc drogami aniołów. Anioły w sztuce i tradycji judeochrześcijańskiej, katalog wystawy, Państwowe Muzeum Etnograficzne w Warszawie, 1998
- Krocząc drogami aniołów, tekst komentarza do filmu towarzyszącego wystawie, państwowe Muzeum Etnograficzne w Warszawie, 1998
- Erwina Sówki hymn do Wielkiej Bogini, w: Erwin Sówka. 25 lat pracy twórczej, katalog wystawy, Katowice 2002
- Anioły, katalog wystawy autorskiej Inez Krupińskiej, Galeria „Test”, Warszawa 2003